# Titsona sima
Titsona sima är en mångfotingart som beskrevs av Chamberlin 1912. Titsona sima ingår i släktet Titsona och familjen Cambalidae. Inga underarter finns listade i Catalogue of Life.